# ویزنباخ (رهاین-نکار)
ویزنباخ (به آلمانی: Wiesenbach) یک شهر در آلمان است که در راین-نکار-کرایس واقع شده‌است.